# タオ体道
『タオ体道』（たおたいどう）は、ビデオシステムが1993年に開発、販売したアーケード用2D型対戦型格闘ゲーム。
ロケテスト時は2ボタンで全キャラクターの必殺技の出し方がボタン溜め押しであったが、製品版では6ボタン式に改められ必殺技名称は全て差し替えられキャラクター設定も変更された。

## 概要
8方向レバーと、弱中強のパンチ、キックの6ボタン式の操作系統の対戦格闘ゲーム。同ジャンルの多くのゲームで採用している複数ラウンド制ではなく青・黄色・赤と色が変わっていく3本の体力ゲージによる１ラウンド制を採用している。
対CPU戦は接戦になるよう調整が行われており、同じ技や必殺技を多用すると相手が強くなり、CPUキャラに大きく体力差を付けられて負けていると相手が弱くなるなどプレイ内容によってリアルタイムに難易度が変化する仕掛けとなっている。

### ストーリー
最大最強の武術「タオ体道」。その武術を伝えし者が最強の技を持つ者に秘奥義を授けるとしての密林を舞台にサバイバル武術大会を開催すると、タオの秘奥義を求め世界中から8人の武術家が集まった。勝者にのみその密林に「道」が開かれる。
大会の勝者は開かれた道よりタオの祠へと歩を進めると、最後の試練としてタオの奥義を伝えし者のしもべとの戦いとなった。しもべをも打ち破り最強を証明した勝者には、タオの奥義などここには存在せず全ては心の中にある、戦うこと生きることすべてが奥義であると伝えられ大会は幕を閉じた。

## 登場キャラクター

### プレイヤー
ハリー（Harry）
国籍：アメリカ / 年齢：25歳 / 血液型：B型 / 身長：185cm
古流空手を使うフェミニスト。元々物事を深く考えないタイプだがかつては探偵業を営んでおり、その時に片目に傷を負ってしまったため髪で隠している。
ミク（Miku）
国籍：アメリカ / 年齢：18歳 / 血液型：O型 / 身長：165cm
合気体術を使う高飛車気味な少女。イイ男に弱くハリーとマーカムを両天秤にかけている。
幼い頃に両親を亡くしたため、両親の親友であったパパ・ドミンゴに引き取られ育てられた。
当初は空手家として設定されていた。
チャック（Chuck）
国籍：チベット / 年齢：16歳 / 血液型：A型 / 身長：148cm
幼い頃から気功術を学び育った念功体技の使い手。身長の低さを悩む少年。
当初はハリーの弟分で合掌拳なる武術を使う拳法という設定であった。
チャン老師（Chung）
国籍：中国 / 年齢：不明 / 血液型：A型 (多分) / 身長：153cm
天技体術にて若い頃は対戦相手をことごとく再起不能とし「死神」と恐れられた伝説の武術家。現在は両腕を使わず足技のみで戦う。幼い頃に生き別れた双子の兄が存在する。
当初はミクの祖父として設定されていた。
マーカム（Malcolm）
国籍：ドイツ / 年齢：28歳 / 血液型：AB型 / 身長：188cm
クラシックバレエを好み、マーシャルアーツにバレエを組み合わせて戦う自信過剰でナルシストな元グリーンベレー隊員。
ソニックウィングス3』にも登場している。なお、同社から発売された『すくすく犬福』の犬福ファイトのゲームセンター背景でこの作品のゲーム画面が見られるが筐体に使用禁止を示す注意書きがされている。
ヒューイ（Huey）
国籍： 不明 / 年齢：30歳 / 血液型：B型 / 身長：173cm
気流忍術で空を舞い戦う経歴不明の謎の男。戦いでは情けを一切かけないが、戦い以外の場では優しい一面があるらしい。
パパ・ドミンゴ（Papa）
国籍： メキシコ / 年齢：42歳 / 血液型：B型 / 身長：175cm
メキシコ武術を操る中年男性。パパの名の通り本作唯一の妻子持ちである。
（ミクの設定とは異なるが）当初はミクの育ての親として設定されていた。
ナホバ（Nahova）
国籍： アメリカ / 年齢：36歳 / 血液型：O型 / 身長：200cm
格闘術クーの達人であるインディアン。見た目にそぐわず理知的である。
当初は伝説のインディアン「レッドブル」の末裔の教授として設定されていた。

### ボスキャラクター
B.Chung
最終ボス。タオの武術を伝えし者が自身のしもべとして繰り出した男。チャン老師と見た目はカラーリング以外は同じである。